# 海伦站
海伦站位于中华人民共和国黑龙江省绥化市海伦市，是滨北铁路上的火车站。车站由哈尔滨铁路局绥化车务段管辖，承担着列车接发、货物列车摘挂、专用线取送和客运组织等任务。
车站随呼海铁路建于1927年，1929年投入使用，当时站内有站线5条、货物线1条、专用线2条。1934年呼海铁路延伸至北安，车站成为中间站。1974年新建海伦站旅客候车室2000平方米。2024年对站房内部布局进行改造，整合部分功能。

## 車站周邊
- 海伦市客运站站前分站
- 中国邮政储蓄银行海伦市站前邮政储蓄所
- 海伦市水产局
- 绥化海伦尚品快捷旅馆